# Giro d’Italia 2014
Giro d’Italia 2014 var den 97:e upplagan av cykeltävlingen Giro d’Italia. Tävlingen inleddes den 9 maj i Belfast och avslutades den 1 juni i Trieste.

## Deltagande

### Deltagande stall
| - Ag2r-La Mondiale - Androni Giocattoli-Venezuela* - Astana - Bardiani-CSF* - Belkin Pro Cycling - BMC Racing Team | - Cannondale - Colombia* - Team Europcar - FDJ.fr - Garmin-Sharp - Giant-Shimano | - Team Katusha - Lampre-Merida - Lotto-Belisol - Movistar Team - Neri Sottoli* | - Omega Pharma-Quick Step - Orica-GreenEDGE - Team Sky - Team Tinkoff-Saxo - Trek Factory Racing |

## Etapper
Giro d'Italias etapper är kategoriserade i fem kategorier, från A till E. Kategorin avgör hur många poäng som delas ut, samt avgör hur pass lång tid cyklisterna får på sig att komma i mål. Kategori A är reserverad för de flataste etappen, och kategori D är reserverad för de brantaste bergsetapperna. Kategori E är reserverad för tempo-etapper.
| Etapp | Datum  | Ort för start      | Ort för målgång                   | Distans | Typ     | Typ                   |
| ----- | ------ | ------------------ | --------------------------------- | ------- | ------- | --------------------- |
| 1     | 9 maj  | Belfast            | Belfast                           | 21,7 km |         | E (lagtempo)          |
| 2     | 10 maj | Belfast            | Belfast                           | 219 km  |         | A (väldigt platt)     |
| 3     | 11 maj | Armagh             | Dublin                            | 187 km  |         | A (väldigt platt)     |
|       | 12 maj | Vilodag            | Vilodag                           | Vilodag | Vilodag | Vilodag               |
| 4     | 13 maj | Giovinazzo         | Bari                              | 112 km  |         | A (väldigt platt)     |
| 5     | 14 maj | Taranto            | Viggiano                          | 203 km  |         | C (kuperat)           |
| 6     | 15 maj | Sassano            | Montecassino                      | 257 km  |         | C (kuperat)           |
| 7     | 16 maj | Frosinone          | Foligno                           | 211 km  |         | B (platt)             |
| 8     | 17 maj | Foligno            | Montecopiolo                      | 179 km  |         | D (bergsetapp)        |
| 9     | 18 maj | Lugo               | Sestola                           | 172 km  |         | C (kuperat)           |
|       | 19 maj | Vilodag            | Vilodag                           | Vilodag | Vilodag | Vilodag               |
| 10    | 20 maj | Modena             | Salsomaggiore Terme               | 173 km  |         | A (väldigt platt)     |
| 11    | 21 maj | Collecchio         | Savona                            | 249 km  |         | C (kuperat)           |
| 12    | 22 maj | Barbaresco         | Barolo                            | 41,9 km |         | E (individuell tempo) |
| 13    | 23 maj | Fossano            | Rivarolo Canavese                 | 157 km  |         | A (väldigt platt)     |
| 14    | 24 maj | Agliè              | Oropa                             | 164 km  |         | D (bergsetapp)        |
| 15    | 25 maj | Valdengo           | Montecampione                     | 225 km  |         | D (bergsetapp)        |
|       | 26 maj | Vilodag            | Vilodag                           | Vilodag | Vilodag | Vilodag               |
| 16    | 27 maj | Ponte di Legno     | Val Martello (Martelltal)         | 139 km  |         | D (bergsetapp)        |
| 17    | 28 maj | Sarnonico          | Vittorio Veneto                   | 208 km  |         | B (platt)             |
| 18    | 29 maj | Belluno            | Rifugio Panarotta (Valsugana)     | 171 km  |         | D (bergsetapp)        |
| 19    | 30 maj | Bassano del Grappa | Cima Grappa (Crespano del Grappa) | 26,8 km |         | E (individuell tempo) |
| 20    | 31 maj | Maniago            | Monte Zoncolan                    | 167 km  |         | D (bergsetapp)        |
| 21    | 1 juni | Gemona del Friuli  | Trieste                           | 172 km  |         | A (väldigt platt)     |